# Quiste pilonidal
Un quiste pilonidal o sacro, conocido también como sinus pilonidal, fístula sacrocoxígea, o quiste sacro, es un quiste o tipo de infección de la piel próximo al pliegue interglúteo, entre las nalgas, que frecuentemente contiene piel y restos.  Los síntomas pueden incluir dolor, hinchazón y enrojecimiento. También puede haber drenaje de líquido. Rara vez resulta en fiebre.
Los factores de riesgo incluyen obesidad, antecedentes familiares, estar sentado por periodos de tiempo prolongados, mayor cantidad de vello e insuficiente ejercicio. El mecanismo subyacente se cree que se trata de un proceso mecánico. Las lesiones pueden contener pelo y restos de piel. El diagnóstico se basa en los síntomas y el examen.
Si hay infección, el tratamiento es, en general, con incisión y drenaje justo al lado de la línea media. Afeitar el área puede prevenir la recurrencia.  Más extensamente la cirugía puede ser necesaria si la enfermedad reaparece. Los antibióticos generalmente no son necesarios. Sin tratamiento, la enfermedad puede permanecer durante un largo plazo.
Alrededor de 3 de cada 10 000 personas se ven afectadas anualmente y se produce más a menudo en varones que en mujeres. A menudo se produce en adultos jóvenes.

## Etimología
El término pilonidal significa "nido de pelo"   o "quiste sacro". Se deriva del latín pilus, pelo y nidus, nido.  El término ya era usado por Herbert Mayo hacia 1830. R.M. Hodges fue el primero en utilizar la locución "quiste pilonidal" para describir esta afección en 1880.

## Presentación

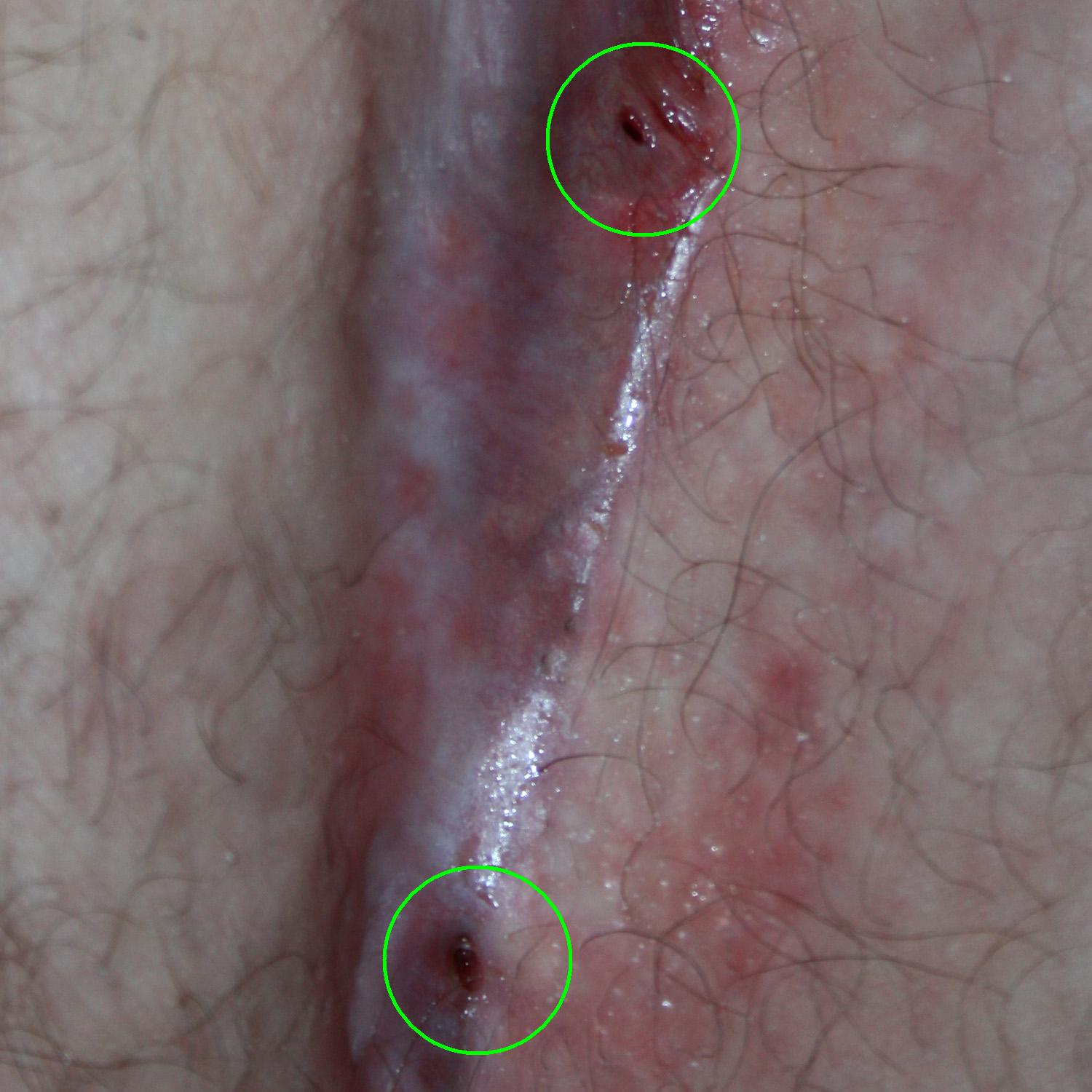
Dos fístulas pilonidales que se han formado en la hendidura glútea

Los quistes pilonidales producen picazón y a menudo son muy dolorosos, por lo general ocurren en edades de 15 a 35 años, afectando con mayor frecuencia a los hombres.  Aunque habitualmente se encuentran próximos al coxis, también puede afectar al ombligo, las axilas o incluso al pene, aunque estas localizaciones son mucho más raras.
Los síntomas incluyen:
- Dolor/malestar o hinchazón en la piel próxima al pliegue interglúteo, entre las nalgas,
- Secreción en el área del coxis
- Inesperada humedad en la región del coxis
- Molestia al sentarse, hacer abdominales o montar en bicicleta (o cualquier actividad que sea sobre el área del coxis)

Algunas personas con un quiste pilonidal son asintomáticos.

### Seno pilonidal
Se puede originar un tracto sinusal o pequeño canal desde el foco infeccioso y abrirse en la superficie de la piel. Es probable que se drene material del quiste a través de seno pilonidal. Los quistes infectados son habitualmente dolorosos, pero tras su drenaje el paciente puede ver su dolor aliviado.

## Causas
Una de las causas propuestas para el quiste pilonidal son los "pelos encarnados". No se piensa que los traumatismos puedan provocar estos quistes, aunque podrían inflamar alguno ya existente. No obstante se dan casos donde esto se puede producir meses después de una herida localizada en el área. Algunos investigadores han propuesto que los quistes pilonidales podrían ser el resultado de un hoyuelo pilonidal de carácter congénito. También podría contribuir a su formación un exceso de sudoración. 
Esta afección estuvo ampliamente extendida en el ejército de Estados Unidos durante la Segunda Guerra Mundial. Más de ochenta mil soldados requirieron hospitalización.  Se le llegó a llamar la "enfermedad de los conductores de Jeeps", debido a que muchos de los hospitalizados eran personal militar que pasaba largos trayectos en este tipo de vehículo, soportando botes (movimientos bruscos del vehículo) y un aumento de la presión que se irradiaba al coxis.

## Tratamiento

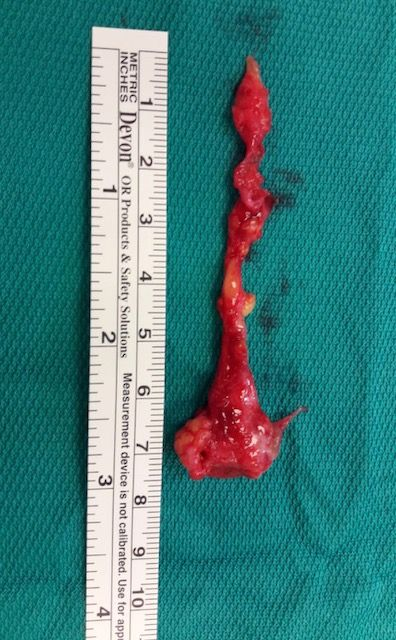
Anatomia de un quiste pilonidal de 7 cm removido mediante cirugía: fístula pilonidal (arriba) y sino pilonidal (abajo)

El tratamiento puede incluir terapia con antibióticos, compresas calientes y aplicación de cremas depilatorias. En casos más graves,puede ser necesario punzar el quiste o tratarlo quirúrgicamente. La punción se realiza con anestesia local, con tiempo de curación generalmente de una semana.
Si el quiste no es muy profundo y no se ha extendido demasiado puede bastar con realizar una incisión (si ha supurado y el agujero es aceptable puede omitirse la incisión), realizar curas diarias y tratamiento con antibióticos durante un periodo de tiempo relativamente breve.
En los casos más severos, los quistes pueden precisar incisión y drenaje o escisión quirúrgica. Es posible que se necesite vendaje postquirúrgico, que habitualmente se reemplaza dos veces al día durante de 4 a 8 semanas. En algunos casos, es posible que se necesite un año para que se dé una granulación completa. En algunas ocasiones, el quiste se resuelve mediante marsupialización quirúrgica. En otros, los doctores optan por cerrar completamente el quiste, por lo que antes se deberán de asegurar durante la cirugía de limpiar bien la zona, para que no aparezcan conductos pilosos que puedan hacer que el quiste vuelva a aparecer. Para este último caso la anestesia utilizada normalmente es la anestesia intradural.
Una atractiva técnica mínimamente invasiva es tratar el sinus pilonidal con pegamento de fibrina. Esta técnica es menos dolorosa que las tradicionales, puede realizarse bajo anestesia local o general, no requiere vendajes o embalaje y permite regresar a las actividades normales dentro de 1 a 2 días. Los resultado a largo plazo y las tasas de recurrencia no son muy diferentes a las de técnicas más invasivas en 5 años de seguimiento en un pequeño ensayo controlado. El pegamento de fibrina también ha sido demostrada como mejor que las técnicas más invasivas en el tratamiento de la enfermedad del seno pilonidal en niños, donde un rápido retorno a las actividades normales y mínimo dolor postoperatorio son especialmente importantes.
Algunos especialistas, como el Dr. John Bascom, desaconsejan la escisión y recomiendan tratamientos conservadores que, según este especialista, están ensayados, probados y disponibles.[cita requerida]
Una técnica quirúrgica mínimamente invasiva, fue desarrollada en Israel por Moshe Gips et al.,2008. similar a la escisión, recogiendo la técnica descrita por primera vez por Bascom en 1980 En este procedimiento se elimina el tejido enfermo y el quiste, dejando sólo pequeños agujeros para sanar. El trabajo o las actividades escolares se reanudarán en uno o dos días, con o sin un mínimo de dolor postoperatorio. Los dos procedimientos se han combinado con éxito por L. Basso en Roma (Italia).
Los cirujanos también pueden escindir el seno y reparar mediante una técnica reconstructiva, realizada bajo anestesia general. Esta técnica se efectúa en caso de quistes pilonidales complicados o recurrentes, deja poco tejido cicatrizado y aplana la región entre las nalgas, reduciendo el riesgo de recurrencia.
La afección tiene un 40% de probabilidades de recurrencia, incluso después de la cirugía. Ésta es mayor si la herida quirúrgica se sutura por la línea media en vez de fuera de ella, lo cual oblitera la hendidura natal y elimina el foco de estrés tras el depilado.

## Diagnóstico diferencial
Los quistes pilonidales pueden parecerse a los quistes dermoides, un tipo de teratoma (tumor de células germinales). También puede parecerse a un teratoma sacrocoxígeo. Es necesario un diagnóstico correcto, dado que los teratomas requieren de una escisión quirúrgica completa, de ser posible sin verter nada, y consulta con el oncólogo.